# The Blackening (film)
The Blackening är en amerikansk skräck- och thrillerfilm från 2022 som hade biopremiär i USA den 16 juni 2023. Filmen är regisserad av Tim Story efter ett manus av Tracy Oliver och Dewayne Perkins.

## Handling
Filmen kretsar kring en grupp afroamerikaner som beger sig till en stuga över en helg för att roa sig. Väl framme blir de inlåsta i stugan av en sadistisk mördare. Gruppen är extremt kunniga inom området slasherfilm, men kommer deras djupa kunskaper att rädda dem från mördarens lek?

## Roller (i urval)
- Grace Byers – Allison
- Jermaine Fowler – Clifton
- Melvin Gregg – King
- X Mayo – Shanika
- Dewayne Perkins – Dewayne
- Antoinette Robertson – Lisa
- Sinqua Walls – Nnamdi
- Jay Pharoah – Shawn
- Yvonne Orji – Morgan
- James Preston Rogers – Camden Conner